# Dachau
Dachau este un oraș cu aproximativ 40 000 de locuitori, situat în districtul Dachau, regiunea administrativă Șvabia, landul Bavaria, Germania (în nord-vest, la o distanță de 20 km de München). 

## Istoric
Dachau a fost construit pe malurile râului Amper la 482 m deasupra nivelului mării. Geografic, orașul este situat între dealuri la nord și mlaștini la sud. Suprafața orașului este de 35 km pătrați.
În august 805 contesa Erchana a donat diecezei de Freising întreaga proprietate numită Dachauua. Actul de deonație este totodată prima atestare a orașului Dachau. 
Datorită așezării sale geografice, Dachau a fost, începând cu secolul al XIX-lea, un loc preferat de pictori. Atrași de ținuturile mlăștinoase și pitorești de la sudul orașului, pictorii se stabileau cu plăcere în Dachau. Densitatea artiștilor deciși să locuiască la Dachau a fost atât de mare, încât în jurul anului 1900 se zvonea că fiecare a zecea persoană întâlnită pe stradă în Dachau era în mod cert pictor. Printre cei mai renumiți pictori s-au numărat Carl Spitzweg, Max Liebermann, Lovis Corinth, Ludwig Dill, Adolf Hölzel, Arthur Langhammer. 
Primul Război Mondial a dus la declinul economic al orașului. La puțin timp după declanșarea războiului, Dachau avea cea mai înaltă rată a șomajului din regiune.
Odată cu inaugurarea în 1933, inițial în afara orașului, a primului lagăr de concentrare nazist, numele „Dachau” a fost legat, în mod nefast, de acesta și chiar de la început de represiunea extrem de dură care făcea parte din politica regimului nazist (1933–1945). Inițial oraș al pictorilor, Dachau a devenit simbolul terorii naziste.
După cel de-al Doilea Război Mondial orașul a fost treptat populat de refugiați din estul Germaniei, care în timp au creat un nou cartier în partea de est. În anul 1933 Dachau fusese fost numit oraș, iar din 1973 este municipiu.

## Obiective turistice

### Castelul
În jurul anului 1100 familia de conți de Dachau a construit o fortăreață pe dealul Gilgberg din Mitterndorf, lângă Dachau. Konrad al III-lea, ultimul moștenitor al familiei, a murit în 1182 fără urmași, iar fortăreața, împreună cu toate proprietățile aferente, a fost preluată de ducele Otto I de Wittelsbach. Fortăreața a fost distrusă între anii 1398 și 1403. Între anii 1546 și 1573 în locul fortăreței a fost construit un castel renascentist cu patru aripi. Pe o placă comemorativă din interiorul castelului sunt inscripționate numele celor doi ctitori: ducele Wilhelm al IV-lea și fiul său, ducele Albert al V-lea de Bavaria.
Castelul a devenit resedința preferată - din afara orașului - a curții müncheneze. Principele elector Max Emanuel, foarte atașat de castelul de la Dachau, i-a ordonat lui Joseph Effner să remodeleze în stil baroc aripa de sud-vest. Aceasta a fost refăcută în anii 1715 și 1717. Max Joseph, primul rege al Bavariei, neavând bani pentru renovarea castelului, a ordonat la începutul secolului al XIX-lea demolarea celor trei aripi care necesitau reparații majore. El a folosit ocazional aripa de sud-vest, singura rămasă, pe post de depozit. Plafonul renascentist din lemn, opera sculptorului Hans Wisreutter, precum și sala de bal, au fost exceptate de la demolare. Plafonul a fost mutat, în 1868, la Muzeul Național al Bavariei⁠(en)[traduceți], de unde a fost restituit castelului în 1977. 
Castelul a fost folosit pentru diverse expoziții începând din 1908, iar în prezent în clădire se țin diverse concerte. Grădina castelului oferă o panoramă minunată asupra orașului München și (în condiții meteo favorabile) chiar asupra Alpilor.

### Biserica Sf. Jacob
Biserica parohială Sf. Jacob, cu turnul de 44 de metri, domină centrul vechi al orașului. Sf. Jacob a fost construită în stil renascentist tardiv în 1624–1625 pe ruinele unei biserici gotice. Din aceasta s-au păstrat doar cristelnița și fundamentul turnului. Noul turn baroc a fost ridicat în 1676–1678. În partea de sud a clădirii poate fi admirat un ceasornic solar din secolul al XVIII-lea, care indică, în afară de oră, fazele lunii și zodia. 

### Primăria
Situată în inima orașului vechi, primăria este centrul administrației locale. Clădirea inițială, menționată pentru prima dată în 1486, a fost renovată în 1614–1615. Clădirea a fost demolată complet în 1934 și ridicată din nou din temelii. Dezvoltarea postbelică rapidă a orașului a făcut necesară construirea unei primării mai încăpătoare, astfel că în 1976 i-a fost adaugată o aripă modernă. Aceasta leagă primaria de clădirea unei familii de cofetari cu tradiție în oraș, familie care și-a început activitatea în această clădire încă din secolul al XVI-lea. Noua clădire a primăriei a fost concepută de Werner Fauser și decorată cu sculpturi de Reinhold Grübl. Primăria a fost premiată de Asociația Arhitecților Germani.

## Muzeul Memorial Dachau

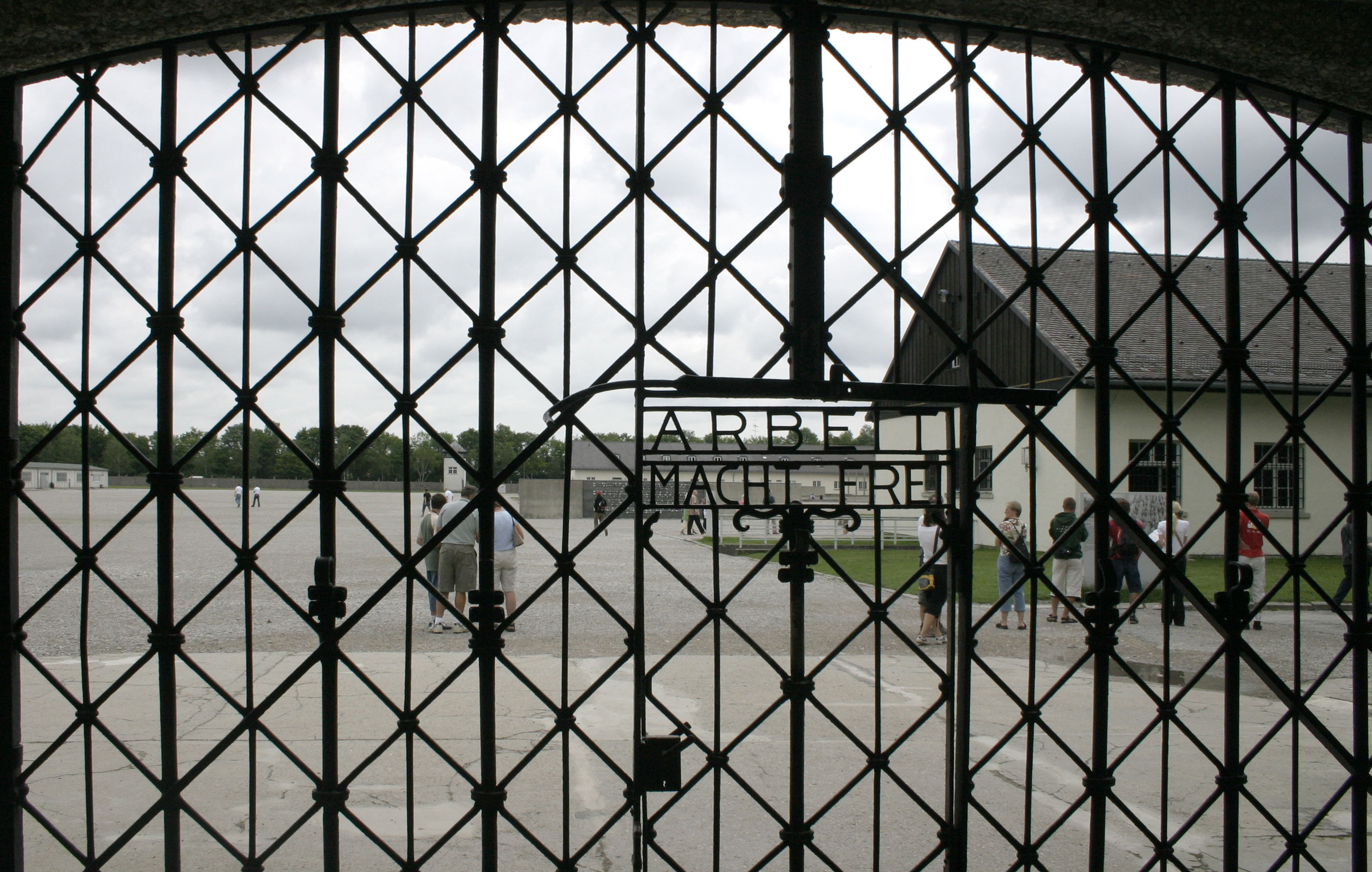
ARBEIT MACHT FREI, - intrarea deținuților, Lagărul de concentrare Dachau

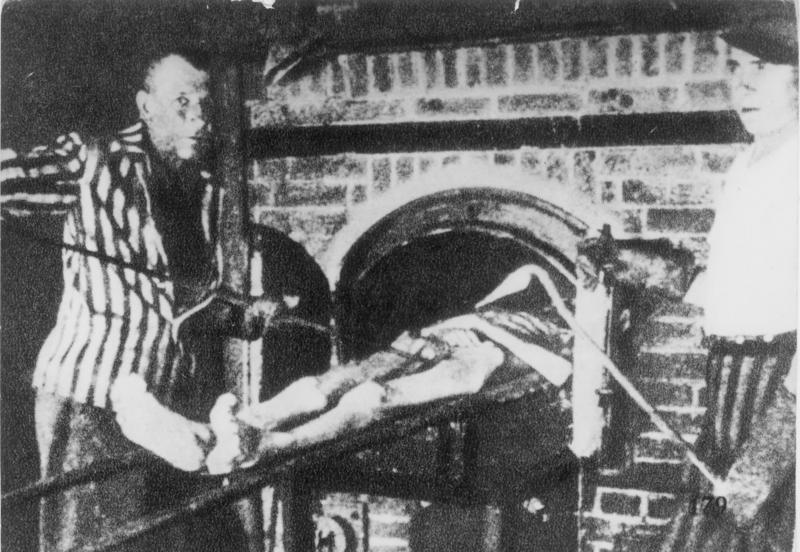
Unul dintre cuptoarele crematoriului din KZ-Dachau, ^{Bundesarchiv: Bild 183-H26996}

Muzeul Memorial Dachau a fost deschis provizoriu în 1960 pe locul unde a funcționat Lagărul de concentrare Dachau, inaugurat la 22 martie 1933 la un ordin emis de Heinrich Himmler, comandantul suprem al SS-ului (în germană Reichsführer-SS). 
Conceput inițial ca lagăr de concentrare, lagărul de la Dachau a devenit, sub comanda lui Theodor Eicke, după construirea unei camere de gazare și a crematoriilor un lagăr model, cu regim și de exterminare, nu numai de detenție, și în același timp o școală de instrucție pentru ofițerii SS.
Primii deținuți ai lagărului au fost diferiți opozanți ai regimului: comuniști, social-democrați, membri ai organizațiilor muncitorești social-democrate și comuniste, preum și membri ai partidelor conservatoare și liberale și membri ai clerului catolic antinazist. Deținuții evrei germani au fost închiși la Dachau în faza de început a lagărului numai în baza apartenenței politico-ideologice. În anii următori tot mai multe categorii au fost adăugate listei de prizonieri: homosexuali, romi, martorii lui Iehova, francmasoni și din alte categorii
. După Noaptea de cristal un lot de aproximativ 10 000 de evrei a fost internat la Dachau. Începând cu 1938 la Dachau au fost încarcerate tot mai multe victime ale agresiunii naziste: cetățeni austrieci, cehi, din 1939 polonezi, din 1940 norvegieni, olandezi, francezi - numărul total al prizonierilor, proveniți din peste 30 de țări, a depășit la începutul anilor 1940 200.000 de persoane.
În octombrie 1941 au început asasinatele în masă: mii de prizonieri de război sovietici, precum și arestați ai Gestapo-ului și mulți alți captivi au fost transportați la Dachau pentru execuție. Un număr mare de prizonieri au murit în chinuri groaznice în cadrul așa-ziselor „experiențelor medicale” pe cobai umani efectuate de medicii SS-ului, de exemplu expunere la diferențe extreme de presiuni, frig extrem, înfestare cu malarie etc. Numeroși deținuți și-au pierdut viața la Dachau și în lagărele dependene din cauza inaniției, a bolilor, a extenuării, a maltratărilor și umilințelor de tot felul.
După ce lagărul Dachau a fost eliberat în aprilie 1945, soldații americani din Divizia 45 infanterie au descoperit aproximativ 2000 de cadavre ascunse în 39 de vagoane. Acest eveniment, precum și ororile descoperite anterior în lagăr, au dus la erodarea nervilor americanilor, provocând o reacție necontrolată de răzbunare a victimelor naziștilor. La început, 30 de foști gardieni SS au fost aliniați în fața unui zid și executați cu tiruri de mitralieră. Soldatul care a apăsat pe trăgaci a încercat să își justifice fapta, printr-o declarație falsă conform căreia cei 30 de prizonieri ar fi încercat să fugă. În interiorul lagărului, oriunde americanii găseau prizonieri germani, îi executau pe loc cu mitralierele. Americanii le-au dat arme unora dintre cei 35 000 de evrei eliberați, îndemnându-i să se răzbune pe orice german întâlnit. Supraviețuitorii evrei au prins, torturat și ucis un număr mare de ofițeri SS, aceștia fiind omorâți cu cazmalele și ciocanele găsite în lagăr. Un fost ofițer SS a fost sfâșiat în bucăți. Soldații americani au împușcat și câinii de pază ai lagărului. Incidentul a fost ținut sub tăcere de tabăra învingătoare din Al Doilea Război Mondial, detaliile fiind făcute publice în 2004.
Muzeul Memorial Dachau a fost inaugurat la 9 mai 1965 ca încununare a eforturilor depuse de Comitetul Internațional pentru Dachau (în franceză Comitè International de Dachau), finanțat de guvernul landului Bavaria. Consultant a fost fostul deținut, cu nr. 113087, arhitectul René van der Auwera . 

## In memoriam
Cancelara Angela Merkel a vizitat memorialul Dachau pe 19 august 2013, când a declarat: „...Mă simt plină de tristețe și de rușine...” (din engleză : "fills me with deep sadness and shame"). A fost pentru prima oară când un cancelar german a vizitat acest lagăr.